# Węgrów
Węgrów is een stad in het Poolse woiwodschap Mazovië, gelegen in de powiat Węgrowski. De oppervlakte bedraagt 35,5 km², het inwonertal 12.595 (2005).